# Chylice (Ostrožská Nová Ves)
Chylice je část obce Ostrožská Nová Ves v okrese Uherské Hradiště. Nachází se asi 1,5 km na jihozápad od Ostrožské Nové Vsi. Je zde evidováno 291 adres. Trvale zde žije 625 obyvatel.
Chylice je také název katastrálního území o rozloze 6,1 km2.

## Název
Na vesnici bylo přeneseno jméno jejích obyvatel Chylci, což bylo množné číslo osobního jména Chylec nebo Chylek (v jehož základu je chylý - "křivý"). Jméno tedy označovalo Chylcovu/Chylkovu rodinu. Z nepřímých pádů vzniklý tvar Chylce pak byl snadno rozšířen na Chylice podle zakončení jmen jiných sídel.